# Mesoacidalia alaicola
Mesoacidalia alaicola är en fjärilsart som beskrevs av Ruggero Verity 1935. Mesoacidalia alaicola ingår i släktet Mesoacidalia och familjen praktfjärilar. Inga underarter finns listade i Catalogue of Life.